# Religia în Republica Moldova
Religia are un rol deosebit de important în Republica Moldova. Cea mai mare parte a populației este în mod dominat creștin-ortodoxă. Conform datelor recensământului din 2014, din numărul total al populației care și-au declarat religia, 96,8% s-au declarat creștini ortodocși.

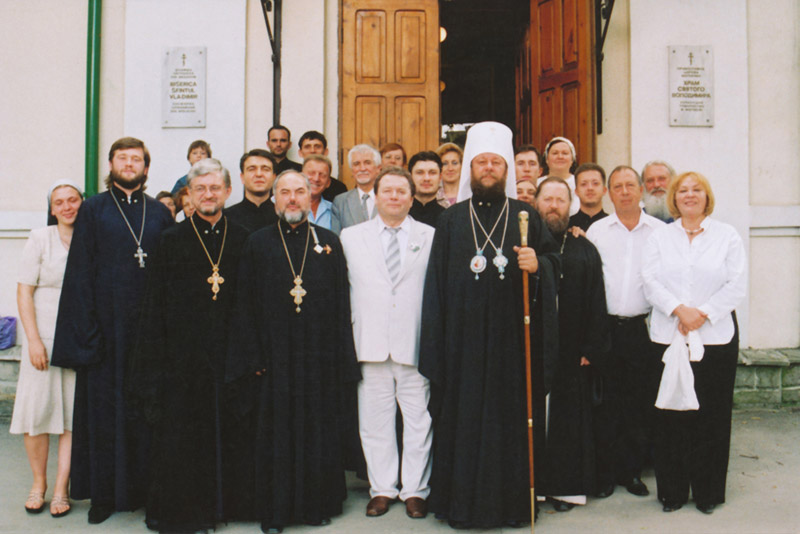
Mitropolitul Vladimir al Chișinăului și Întregii Moldove

## Libertatea religiei în Republica Moldova
Libertatea practicării religiei în Republica Moldova este garantată și protejată de Constituția statului. Art.31 din Constituție stabilește următoarele:

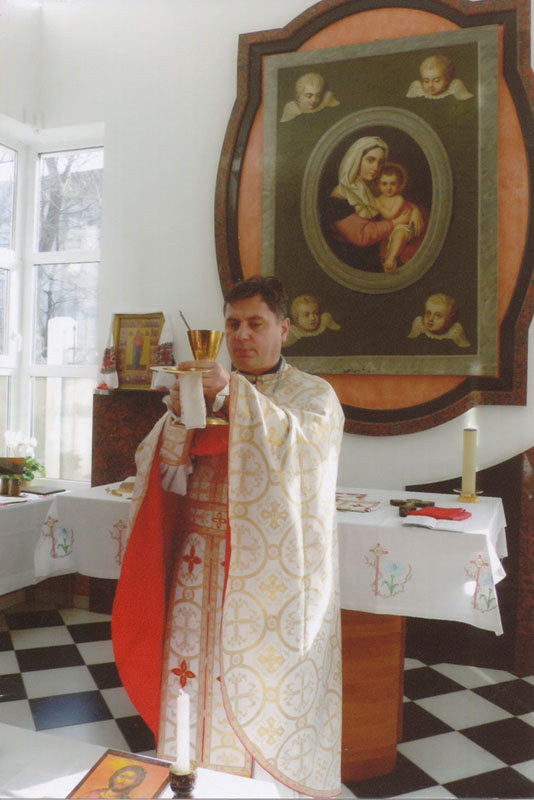
Un preot de la biserica greco-catolică din Chișinău

(1) Libertatea conștiinței este garantată. Ea trebuie să se manifeste în spirit de toleranță și de respect reciproc.
(2) Cultele religioase sînt libere și se organizează potrivit statutelor proprii, în condițiile legii.
(3) În relațiile dintre cultele religioase sînt interzise orice manifestări de învrăjbire.
(4) Cultele religioase sînt autonome, separate de stat și se bucură de sprijinul acestuia, inclusiv prin înlesnirea asistenței religioase în armată, în spitale, în penitenciare, în aziluri și în orfelinate.

## Caracterul laic al Republicii Moldova
Nici Constituția, și nici o altă lege a Republicii Moldova nu prevede expres că Moldova este un stat laic. Art.35 alin.(8) al Constituției prevede că "învățămîntul de stat este laic", iar alte mențiuni la laicitatea statului nu sunt stabilite de legea supremă.
În același timp, art.31 alin.(4) din Constituție se referă la autonomia cultelor religioase și separarea lor de stat, iar acest fapt este adus ca argument în favoarea caracterului laic al statului. Totuși, caracterul laic al Republicii Moldova nu trebuie privit în sens restrictiv de practicare a religiei sau de exprimare a unei opinii bazate pe credința unui anumit cult religios. În această privință, Curtea Constituțională Arhivat în 2 aprilie 2017, la Wayback Machine. a Republicii Moldova a statuat următoarele
"Principala trăsătură a statului laic este abținerea de la amestecul în activitatea cultelor religioase, dar și asigurarea egalității cetățenilor în drepturi și obligații față de stat, indiferent de religia profesată. Astfel, laicitatea reprezintă piatra de temelie a organizării statale, desemnând separarea puterii politice și administrative a statului de religie, aplicându-se principiul de bază al democrației, și anume separația puterilor în stat. În același timp, laicitatea nu implică indiferența statului față de religii, ci mai degrabă statul garantează protecția libertății religioase într-un regim de pluralism confesional și cultural.
Prin urmare, principiul laicității nu este un instrument de combatere a prezenței religiei în spațiul public sau de încurajare a secularizării statului și societății civile. Laicitatea presupune existența pluralismului în sistemul de valori, protecția egală a persoanelor religioase și nereligioase și solicită o atitudine neutră din partea statului față de ambele categorii."
Structura religioasă (2004)
     Ortodoxie (93,34%)
     Protestantism (1,9%)
     Rascolnici (0,15%)
     Catolicism (0,14%)
     Altă religie (0,88%)
     Atei (0,37%)
     Fără religie (0,98%)
     Nedeclarată (2,24%)

## Populația după religie
Conform datelor recensămîntului din 2014, din numărul total al populației care și-au declarat religia, 96,8% s-au declarat creștini ortodocși.
Afilierea religioasă în Republica Moldova (fără Transnistria), potrivit datelor recensământului din 2004 era următoarea:
| Religie               | Populație | % din total |
| --------------------- | --------- | ----------- |
| Ortodoxie             | 3,158,015 | 93.34       |
| Baptism               | 32,754    | 0.97        |
| Adventism             | 13,503    | 0.40        |
| Penticostalism        | 9,179     | 0.27        |
| Creștini de rit vechi | 5,094     | 0.15        |
| Evanghelism           | 5,075     | 0.15        |
| Catolicism            | 4,645     | 0.14        |
| Presbiterianism       | 3,596     | 0.10        |
| Creștinism (total)    | 3,231,861 | 95.52       |
| Alte religii          | 29,813    | 0.88        |
| Ateism                | 12,724    | 0.38        |
| Fără religie          | 33,207    | 0.98        |
| Nedeclarată           | 75,727    | 2.24        |
| Total                 | 3,383,332 | 100.0       |

Populația după religie, în profil teritorial (pentru detalii accesați datele Biroului Național de Statistică):
|                      | Total   | Ortodoxie | Baptism | Adventism | Penticostalism | Creștini de rit vechi | Evanghelism | Catolicism | Presbiterianism | Alte religii | Atei  | Fără religie | Nedeclarat |
| Republica Moldova    | 3383332 | 3158015   | 32754   | 13503     | 9179           | 5094                  | 5075        | 4645       | 3596            | 29813        | 12724 | 33207        | 75727      |
| Municipiul Chișinău  | 712218  | 629310    | 4425    | 996       | 1256           | 98                    | 1991        | 2227       | 1043            | 6370         | 10477 | 9990         | 44035      |
| Municipiul Bălți     | 127561  | 110961    | 2609    | 576       | 487            | 47                    | 166         | 990        | 296             | 2388         | 544   | 3304         | 5193       |
| Raionul Anenii Noi   | 81710   | 78159     | 453     | 95        | 72             | 14                    | 48          | 141        | 28              | 472          | 89    | 946          | 1193       |
| Raionul Basarabeasca | 28978   | 27149     | 485     | 303       | 144            | 2                     | 157         | 16         | 11              | 52           | 6     | 320          | 333        |
| Raionul Briceni      | 78027   | 62181     | 794     | 520       | 1796           | 1                     | 84          | 31         | 24              | 6184         | 132   | 3269         | 3011       |
| Raionul Cahul        | 119231  | 106535    | 4142    | 1479      | 255            | 24                    | 68          | 40         | 50              | 641          | 442   | 2840         | 2715       |
| Raionul Cantemir     | 60001   | 58003     | 541     | 262       | 120            | 0                     | 22          | 16         | 15              | 195          | 4     | 488          | 335        |
| Raionul Călărași     | 75075   | 73388     | 138     | 339       | 24             | 0                     | 22          | 8          | 25              | 257          | 10    | 261          | 603        |
| Raionul Căușeni      | 90612   | 88052     | 648     | 118       | 435            | 5                     | 79          | 17         | 35              | 284          | 14    | 416          | 509        |
| Raionul Cimișlia     | 60925   | 58501     | 479     | 697       | 22             | 8                     | 15          | 8          | 19              | 149          | 18    | 496          | 513        |
| Raionul Criuleni     | 72254   | 70778     | 368     | 94        | 24             | 0                     | 15          | 28         | 21              | 256          | 6     | 258          | 406        |
| Raionul Dondușeni    | 46442   | 43690     | 23      | 151       | 137            | 748                   | 100         | 23         | 28              | 725          | 12    | 343          | 462        |
| Raionul Drochia      | 87092   | 84494     | 441     | 166       | 246            | 4                     | 34          | 28         | 144             | 477          | 47    | 301          | 710        |
| Raionul Dubăsari     | 34015   | 33189     | 23      | 30        | 27             | 0                     | 15          | 2          | 15              | 109          | 4     | 81           | 520        |
| Raionul Edineț       | 81390   | 71234     | 340     | 901       | 919            | 137                   | 447         | 44         | 122             | 3875         | 63    | 1212         | 2096       |
| Raionul Fălești      | 90320   | 86207     | 1292    | 229       | 261            | 434                   | 74          | 19         | 16              | 469          | 36    | 470          | 813        |
| Raionul Florești     | 89389   | 84794     | 292     | 360       | 97             | 2370                  | 37          | 23         | 80              | 569          | 64    | 156          | 547        |
| Raionul Glodeni      | 60975   | 58760     | 656     | 69        | 67             | 0                     | 39          | 216        | 15              | 506          | 15    | 312          | 320        |
| Raionul Hîncești     | 119762  | 114111    | 2247    | 1020      | 360            | 5                     | 262         | 37         | 125             | 293          | 50    | 436          | 816        |
| Raionul Ialoveni     | 97704   | 95752     | 278     | 207       | 122            | 0                     | 24          | 22         | 68              | 456          | 14    | 170          | 591        |
| Raionul Leova        | 51056   | 49566     | 77      | 305       | 36             | 0                     | 23          | 12         | 68              | 116          | 43    | 181          | 629        |
| Raionul Nisporeni    | 64924   | 64150     | 112     | 69        | 97             | 1                     | 11          | 7          | 87              | 57           | 3     | 89           | 241        |
| Raionul Ocnița       | 56510   | 54091     | 324     | 96        | 91             | 5                     | 78          | 70         | 139             | 441          | 33    | 289          | 853        |
| Raionul Orhei        | 116271  | 113515    | 498     | 255       | 66             | 4                     | 72          | 88         | 97              | 532          | 47    | 325          | 772        |